# Proseč (Žernov)
Proseč je malá vesnice, část obce Žernov v okrese Semily. Nachází se asi jeden kilometry východně od Žernova.
Proseč leží v katastrálním území Žernov o výměře 4,85 km².

## Historie
První písemná zmínka o vesnici pochází z roku 1409.

## Fotogalerie

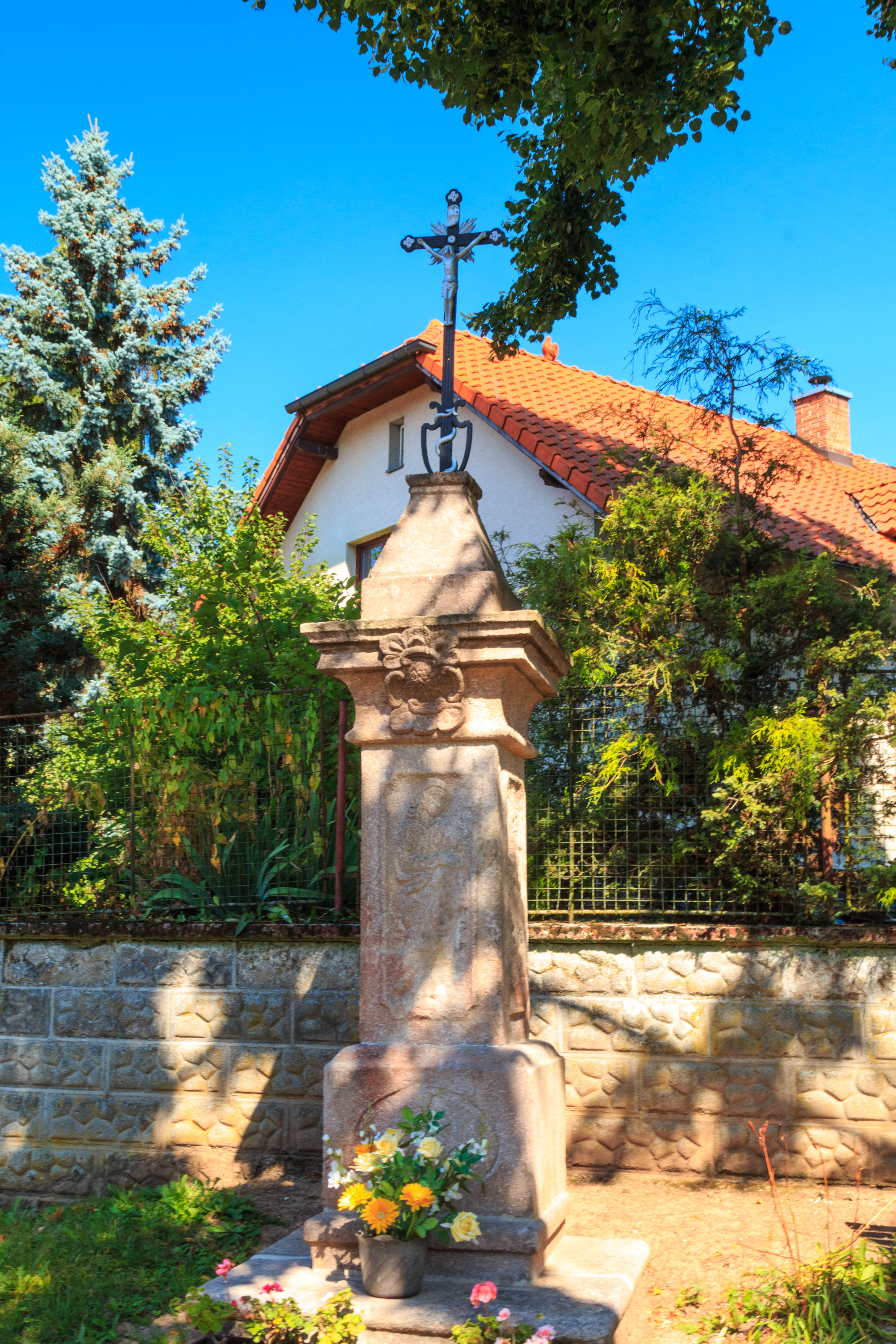
Křížek
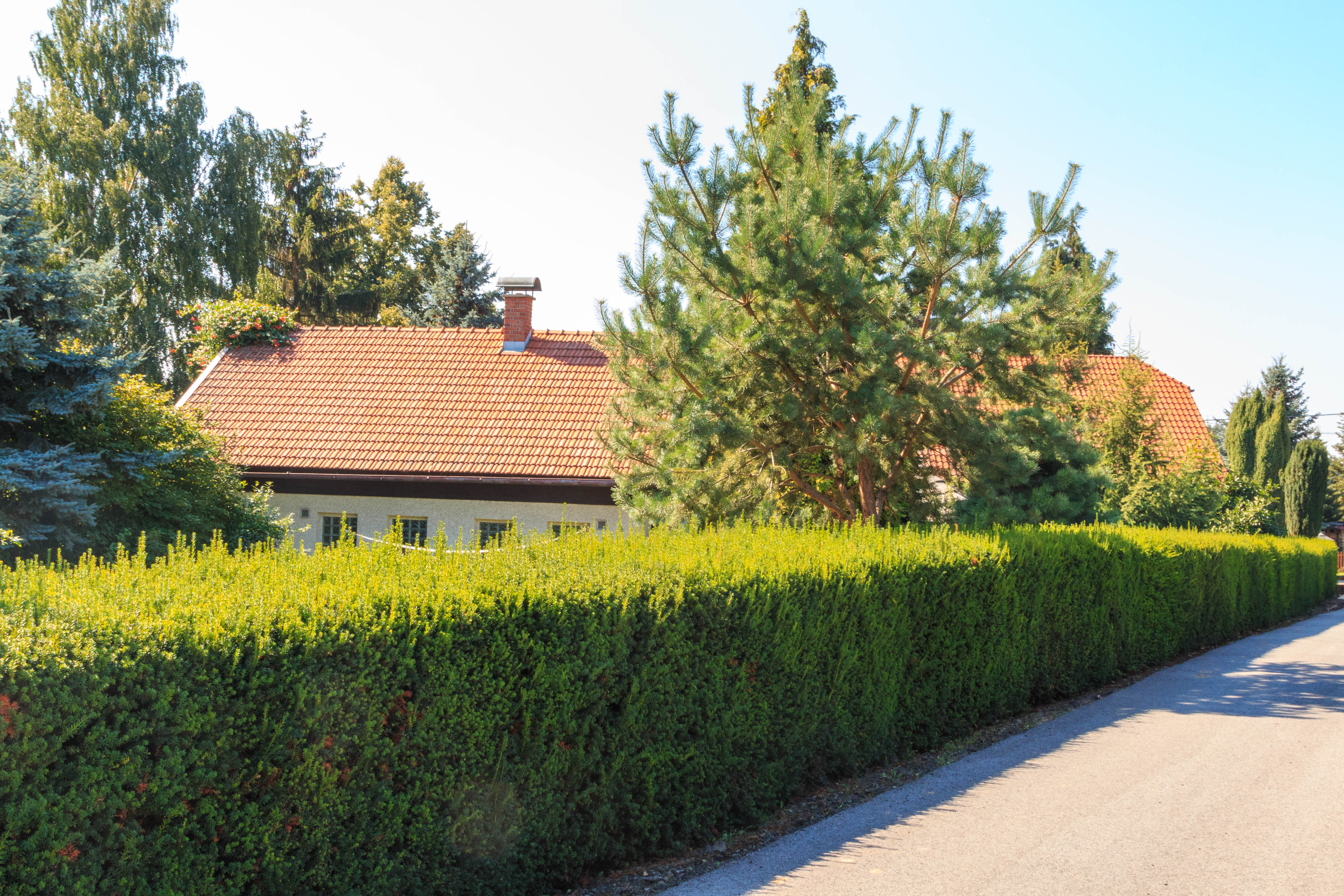
Dům čp. 5
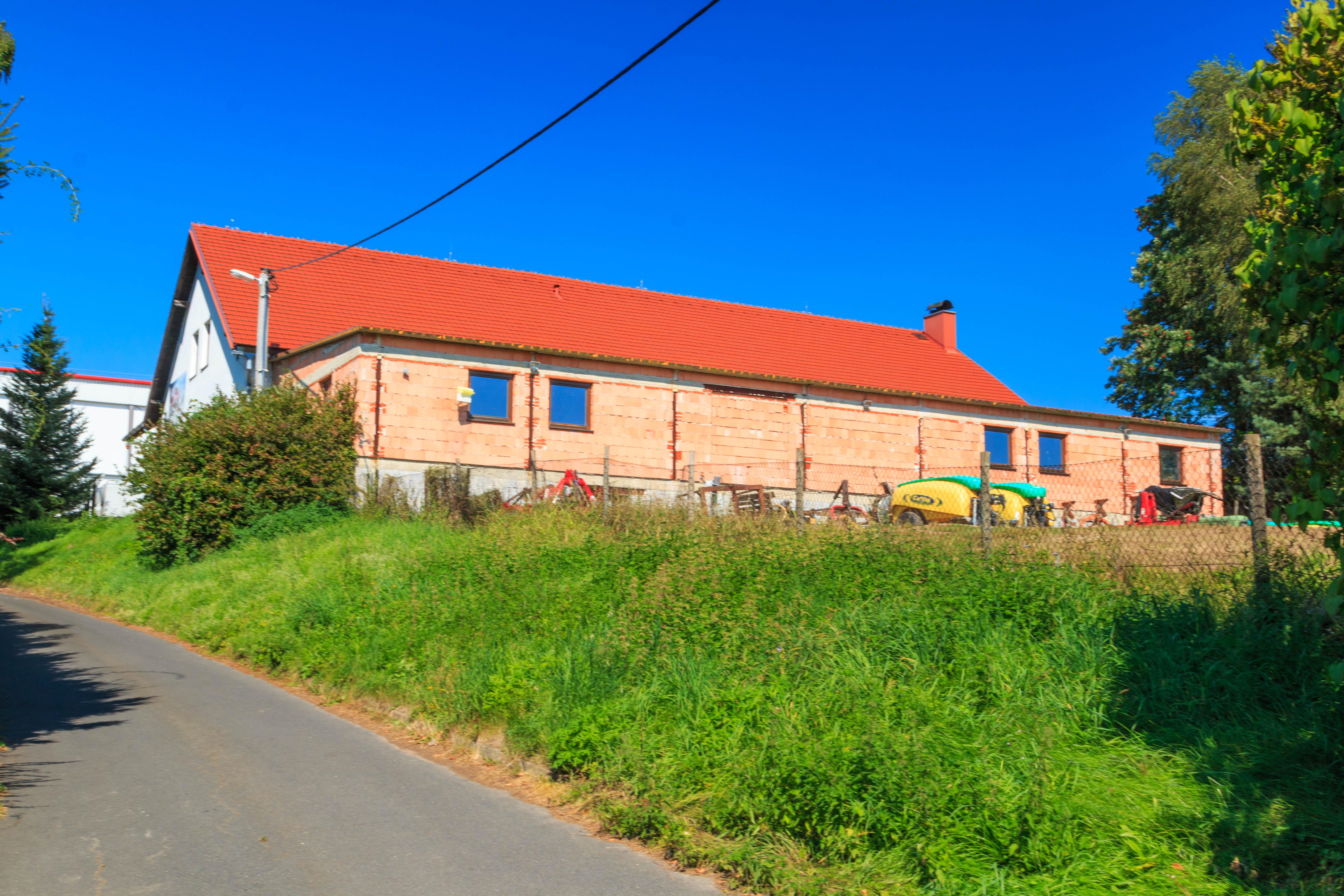
Skladový areál
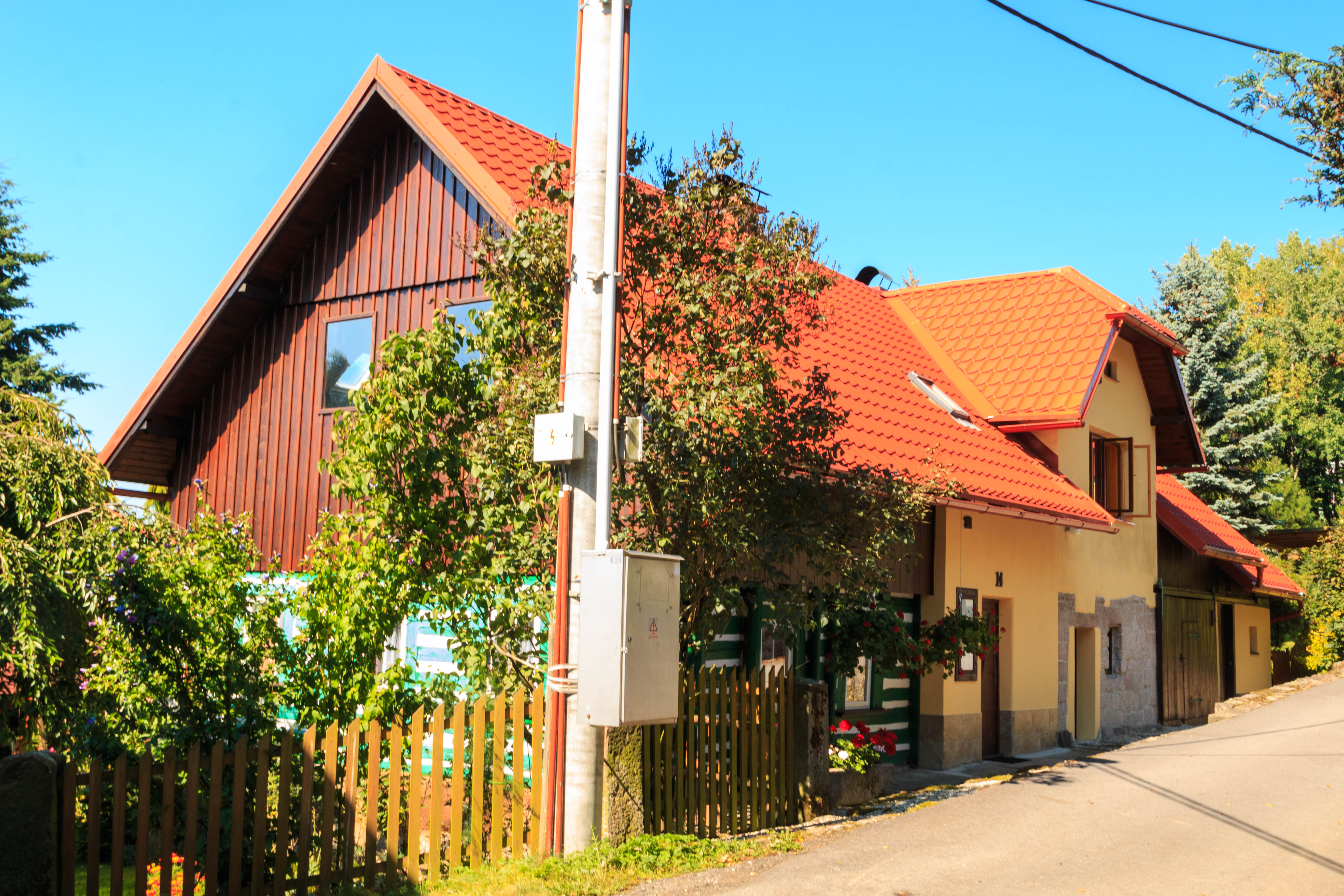
Dům čp. 14